# Condado de Clinton (Illinois)
O Condado de Clinton é um dos 102 condados do Estado americano de Illinois. A sede de condado é Carlyle, e sua maior cidade é Carlyle. O condado possui uma área de 1 304 km² (dos quais 86 km² estão cobertos por água), uma população de 35 535 habitantes, e uma densidade populacional de 29 hab/km² (segundo o censo nacional de 2000). O condado foi fundado em 27 de dezembro de 1824.